# Associazione Sportiva Dilettantistica Mozzanica 2018-2019
Questa voce raccoglie le informazioni riguardanti l'Associazione Sportiva Dilettantistica Mozzanica, non ufficialmente nota come Atalanta Mozzanica, nelle competizioni ufficiali della stagione 2018-2019.

## Stagione
La stagione ha preso il via con l'annuncio di Michele Ardito come nuovo allenatore della società bergamasca, che prende il posto lasciato libero da Elio Garavaglia. Successivamente è stato definito lo staff tecnico di supporto ad Ardito. La preparazione in vista dell'avvio del campionato è partita lunedì 20 agosto presso il campo comunale di Mozzanica con la presentazione della squadra, composta dalle 26 atlete convocate per la preparazione.

## Divise e sponsor
L'accordo societario con l'Atalanta influisce anche nella tenuta da gioco, adottando la grafica utilizzata dalla squadra maschile nella stagione 2018-19. Lo sponsor tecnico e fornitore dell'abbigliamento sportivo è Joma.
| Casa | Trasferta | Terza tenuta |

## Organigramma societario
Area tecnica
- Allenatore: Michele Ardito
- Responsabile della preparazione atletica: Davide Bianchi
- Preparatore atletico: Alessandro Cè
- Collaboratore preparatore atletico: Michael Longari
- Preparatore portieri: Marco Sacco
- Team Manager: Claudio Salviti

Area sanitaria
- Medico sociale: Alberto Baldi
- Massaggiatore: Angelo Grippa
- Fisioterapia: Sara Carminati

## Rosa
Rosa come da sito societario.
| N. |                   | Ruolo | Calciatrice           |
| -- | ----------------- | ----- | --------------------- |
| 1  | Belgio (bandiera) | P     | Diede Lemey           |
| 3  | Italia (bandiera) | D     | Martina Zanoli        |
| 4  | Italia (bandiera) | C     | Daniela Stracchi      |
| 5  | Italia (bandiera) | D     | Eleonora Piacezzi     |
| 6  | Italia (bandiera) | D     | Ilaria Lazzari        |
| 7  | Italia (bandiera) | A     | Giorgia Pellegrinelli |
| 9  | Italia (bandiera) | A     | Biancamaria Codecà    |
| 9  | Italia (bandiera) | A     | Melania Martinovic    |
| 10 | Italia (bandiera) | C     | Andrea Scarpellini    |
| 11 | Italia (bandiera) | A     | Michela Cambiaghi     |
| 14 | Italia (bandiera) | C     | Giulia Fusar Poli     |
| 15 | Italia (bandiera) | D     | Silvia Marchesi       |
| 17 | Italia (bandiera) | D     | Gloria Magni          |
| 18 | Italia (bandiera) | A     | Giulia Mandelli       |
| 19 | Italia (bandiera) | A     | Alice Martani         |
| 19 | Italia (bandiera) | A     | Patrizia Caccamo      |
| 20 | Italia (bandiera) | C     | Sofia Colombo         |

| N. |                        | Ruolo | Calciatrice          |
| -- | ---------------------- | ----- | -------------------- |
| 21 | Italia (bandiera)      | C     | Cecilia Re           |
| 22 | Italia (bandiera)      | A     | Federica Anghileri   |
| 23 | Italia (bandiera)      | D     | Francesca Vitale     |
| 24 | Italia (bandiera)      | D     | Giulia Rizzon        |
| 28 | Italia (bandiera)      | A     | Laura Ghisi          |
| 30 | Stati Uniti (bandiera) | D     | Adrienne Jordan      |
| 44 | Canada (bandiera)      | A     | Maegan Kelly         |
| 95 | Italia (bandiera)      | P     | Margherita Salvi     |
|    | Italia (bandiera)      | D     | Michela Verzeletti   |
|    | Italia (bandiera)      | D     | Noemi Vicini         |
|    | Italia (bandiera)      | C     | Greta Campana        |
|    | Italia (bandiera)      | C     | Eleonora Castellani  |
|    | Italia (bandiera)      | C     | Francesca Martella   |
|    | Italia (bandiera)      | C     | Alessia Salvi        |
|    | Italia (bandiera)      | A     | Alessia Confalonieri |
|    | Italia (bandiera)      | A     | Martina Foiadelli    |

## Calciomercato

### Sessione estiva
| Acquisti | Acquisti           | Acquisti              | Acquisti      |
| R.       | Nome               | da                    | Modalità      |
| -------- | ------------------ | --------------------- | ------------- |
| P        | Diede Lemey        | AGSM Verona           | definitivo    |
| D        | Ilaria Lazzari     | Inter Milano          | definitivo    |
| D        | Francesca Vitale   | Milan Ladies          | definitivo    |
| A        | Michela Cambiaghi  | Fiamma Monza          | fine prestito |
| A        | Biancamaria Codecà | Groppello San Giorgio | definitivo    |
| A        | Alice Martani      | Fortitudo Mozzecane   | definitivo    |

| Cessioni | Cessioni              | Cessioni           | Cessioni   |
| R.       | Nome                  | a                  | Modalità   |
| -------- | --------------------- | ------------------ | ---------- |
| P        | Gaëlle Thalmann       | Sassuolo           | definitivo |
| D        | Michela Ledri         | ChievoVerona Valpo | definitivo |
| D        | Giorgia Motta         | ChievoVerona Valpo | definitivo |
| D        | Federica Rizza        | Milan              | definitivo |
| C        | Lisa Alborghetti      | Milan              | definitivo |
| A        | Sara Baldi            |                    | svincolata |
| A        | Carolina Mendes       | Sporting Lisbona   | definitivo |
| A        | Valeria Monterubbiano | Sassuolo           | definitivo |
| A        | Valeria Pirone        | ChievoVerona Valpo | definitivo |

### Sessione invernale
| Acquisti | Acquisti           | Acquisti         | Acquisti   |
| R.       | Nome               | da               | Modalità   |
| -------- | ------------------ | ---------------- | ---------- |
| D        | Adrienne Jordan    | ÍBV Vestmannæyja | definitivo |
| A        | Patrizia Caccamo   | Fiorentina       | definitivo |
| A        | Laura Ghisi        |                  | svincolata |
| A        | Maegan Kelly       | Utah Royals      | definitivo |
| A        | Melania Martinovic | Sassuolo         | definitivo |

| Cessioni | Cessioni           | Cessioni            | Cessioni |
| R.       | Nome               | a                   | Modalità |
| -------- | ------------------ | ------------------- | -------- |
| A        | Michela Cambiaghi  | Sassuolo            | prestito |
| A        | Biancamaria Codecà | Riozzese            | [ 24 ]   |
| A        | Alice Martani      | Fortitudo Mozzecane | [ 24 ]   |

## Risultati

### Serie A

#### Girone di andata
| Arbitro: | Andrea Bianchini (Perugia) |

|                                                                             |           |               |
| Guagni 22’ Mauro 29’ Kostova 57’ Bonetti 65’ (rig.) Nocchi 88’ Clelland 89’ | Marcatori | 82’ Anghileri |

| Arbitro: | Marco Cecchin (Bassano del Grappa) |

|  |           |                             |
|  | Marcatori | 56’ Daleszczyk 88’ Iannella |

| Arbitro: | Dario Duzel (Castelfranco Veneto) |

|  |           |                                |
|  | Marcatori | 36’ Stracchi 80’ Pellegrinelli |

| Arbitro: | Graziella Pirriatore (Bologna) |

|  |           |         |
|  | Marcatori | 65’ Rus |

| Arbitro: | Simone Galipo' (Firenze) |

|          |           |                  |
| Aluko 8’ | Marcatori | 4’ (aut.) Salvai |

| Arbitro: | Marco Porcheddu (Oristano) |

|                     |           |                                  |
| Stracchi 72’ (rig.) | Marcatori | 20’ Dongus 37’ Salvatori Rinaldi |

| Arbitro: | Andrea Bordin (Bassano del Grappa) |

|  |           |                                |
|  | Marcatori | 16’ Pellegrinelli 82’ Stracchi |

| Arbitro: | Marco Cecchin (Bassano del Grappa) |

|  |           |                             |
|  | Marcatori | 6’ Serturini 90+2’ Piemonte |

| Arbitro: | Dario Di Francesco (Ostia Lido) |

|                                                        |           |             |
| Fusar Poli 4’ Colombo 15’, 53’ Stracchi 47’ Codecà 73’ | Marcatori | 26’ Tarenzi |

| Milano 15 dicembre 2018, ore 14:30 CET 10ª giornata | Milan                           | 0 – 0 referto | Mozzanica | Centro Sportivo "Vismara"\| Arbitro: \| Alberto Arena (Torre del Greco) \| |
| Arbitro:                                            | Alberto Arena (Torre del Greco) |               |           |                                                                            |

| Arbitro: | Filippo Giaccaglia (Jesi) |

|                |           |  |
| Martinovic 90’ | Marcatori |  |

#### Girone di ritorno
| Arbitro: | Francesco Croce (Novara) |

|  |           |                                                  |
|  | Marcatori | 14’, 23’, 46’ Mauro 54’, 80’ Guagni 64’ Clelland |

| Reggio Emilia 12 gennaio 2019, ore 14:30 CET 13ª giornata | Sassuolo                 | 0 – 0 referto | Mozzanica | Stadio comunale Mirabello\| Arbitro: \| Ivan Catallo (Frosinone) \| |
| Arbitro:                                                  | Ivan Catallo (Frosinone) |               |           |                                                                     |

| Arbitro: | Ilaria Bianchini (Terni) |

|                             |           |                        |
| Caccamo 6’ (rig.) Kelly 71’ | Marcatori | 35’ Ferin 74’ Kollanen |

| Arbitro: | Emanuele Frascaro (Firenze) |

|  |           |           |
|  | Marcatori | 43’ Kelly |

| Caravaggio 9 febbraio 2019, ore 14:30 CET 16ª giornata | Mozzanica                | 0 – 0 referto | Juventus | Stadio comunale (1 200 spett.)\| Arbitro: \| Tommaso Zamagni (Cesena) \| |
| Arbitro:                                               | Tommaso Zamagni (Cesena) |               |          |                                                                          |

| Arbitro: | Mattia Ubaldi (Roma) |

|  |           |                            |
|  | Marcatori | 33’ Martinovic 39’ Caccamo |

| Arbitro: | Giuseppe Rispoli (Locri) |

|                                                 |           |  |
| Kelly 60’, 90+4’ Martinovic 70’ Scarpellini 89’ | Marcatori |  |

| Arbitro: | Valerio Crezzini (Siena) |

|  |           |                                |
|  | Marcatori | 8’ Martinovic 80’, 90+3’ Kelly |

| Arbitro: | Luca Baldelli (Reggio Emilia) |

|                         |           |                                |
| Pirone 28’ Faccioli 67’ | Marcatori | 6’ Pellegrinelli 77’ Anghileri |

| Arbitro: | Roberto Lovison (Padova) |

|  |           |                                  |
|  | Marcatori | 50’ (rig.) Sabatino 88’ Giacinti |

| Arbitro: | Julio Milan Silvera (Valdarno) |

|                     |           |                                          |
| Lázaro 14’ Piro 58’ | Marcatori | 5’, 90+3’ (rig.) Kelly 33’ Pellegrinelli |

### Coppa Italia
| Arbitro: | Muras (Sassari) |

|                              |           |                    |
| Ietto 82’ (rig.) Landa 90+3’ | Marcatori | 22’ (aut.) Romanzi |

## Statistiche

### Statistiche di squadra
| Competizione | Punti | In casa | In casa | In casa | In casa | In casa | In casa | In trasferta | In trasferta | In trasferta | In trasferta | In trasferta | In trasferta | Totale | Totale | Totale | Totale | Totale | Totale | DR |
| Competizione | Punti | G       | V       | N       | P       | Gf      | Gs      | G            | V            | N            | P            | Gf           | Gs           | G      | V      | N      | P      | Gf     | Gs     | DR |
| ------------ | ----- | ------- | ------- | ------- | ------- | ------- | ------- | ------------ | ------------ | ------------ | ------------ | ------------ | ------------ | ------ | ------ | ------ | ------ | ------ | ------ | -- |
| Serie A      | 33    | 11      | 3       | 2       | 6       | 13      | 18      | 11           | 6            | 4            | 1            | 17           | 11           | 22     | 9      | 6      | 7      | 30     | 29     | +1 |
| Coppa Italia | -     | 0       | 0       | 0       | 0       | 0       | 0       | 1            | 0            | 0            | 1            | 1            | 2            | 1      | 0      | 0      | 1      | 1      | 2      | -1 |
| Totale       | -     | 11      | 3       | 2       | 6       | 13      | 18      | 12           | 6            | 4            | 2            | 18           | 13           | 23     | 9      | 6      | 8      | 31     | 31     | 0  |

### Andamento in campionato
| Giornata  | 1 | 2 | 3 | 4 | 5 | 6  | 7 | 8 | 9 | 10 | 11 | 12 | 13 | 14 | 15 | 16 | 17 | 18 | 19 | 20 | 21 | 22 |
| --------- | - | - | - | - | - | -- | - | - | - | -- | -- | -- | -- | -- | -- | -- | -- | -- | -- | -- | -- | -- |
| Luogo     | T | C | T | C | T | C  | T | C | C | T  | C  | C  | T  | C  | T  | C  | T  | C  | T  | T  | C  | T  |
| Risultato | P | P | V | P | N | P  | V | P | V | N  | V  | P  | N  | N  | V  | N  | V  | V  | V  | N  | P  | V  |
| Posizione | 8 | 8 | 6 | 7 | 9 | 10 | 8 | 8 | 8 | 8  | 7  | 8  | 8  | 7  | 7  | 6  | 5  | 5  | 5  | 5  | 5  | 6  |

Legenda:

Luogo: C = Casa; T = Trasferta. Risultato: V = Vittoria; N = Pareggio; P = Sconfitta.

### Statistiche delle giocatrici
| Giocatore        | Serie A  | Serie A | Serie A     | Serie A    | Coppa Italia | Coppa Italia | Coppa Italia | Coppa Italia | Totale   | Totale | Totale      | Totale     |
| Giocatore        | Presenze | Reti    | Ammonizioni | Espulsioni | Presenze     | Reti         | Ammonizioni  | Espulsioni   | Presenze | Reti   | Ammonizioni | Espulsioni |
| ---------------- | -------- | ------- | ----------- | ---------- | ------------ | ------------ | ------------ | ------------ | -------- | ------ | ----------- | ---------- |
| F. Anghileri     | 9        | 2       | 0           | 0          | -            | -            | -            | -            | 9        | 2      | 0           | 0          |
| P. Caccamo       | 11       | 2       | 2           | 0          | 1            | 0            | 0            | 0            | 12       | 2      | 2           | 0          |
| M. Cambiaghi     | 8        | 0       | 0           | 0          | -            | -            | -            | -            | 8        | 0      | 0           | 0          |
| G. Campana       | -        | -       | -           | -          | -            | -            | -            | -            | -        | -      | -           | -          |
| E. Castellani    | 0        | 0       | 0           | 0          | -            | -            | -            | -            | 0        | 0      | 0           | 0          |
| B. Codecà        | 7        | 1       | 0           | 0          | -            | -            | -            | -            | 7        | 1      | 0           | 0          |
| S. Colombo       | 20       | 2       | 0           | 0          | 1            | 0            | 0            | 0            | 21       | 2      | 0           | 0          |
| A. Confalonieri  | -        | -       | -           | -          | -            | -            | -            | -            | -        | -      | -           | -          |
| M. Foiadelli     | -        | -       | -           | -          | -            | -            | -            | -            | -        | -      | -           | -          |
| G. Fusar Poli    | 14       | 1       | 2           | 0          | 1            | 0            | 0            | 0            | 15       | 1      | 2           | 0          |
| L. Ghisi         | 1        | 0       | 1           | 0          | -            | -            | -            | -            | 1        | 0      | 1           | 0          |
| A. Jordan        | 15       | 0       | 0           | 0          | 1            | 0            | 0            | 0            | 16       | 0      | 0           | 0          |
| M. Kelly         | 9        | 8       | 2           | 0          | -            | -            | -            | -            | 9        | 8      | 2           | 0          |
| I. Lazzari       | 21       | 0       | 2           | 1          | 0            | 0            | 0            | 0            | 21       | 0      | 2           | 1          |
| D. Lemey         | 22       | -29     | 1           | 0          | 0            | 0            | 0            | 0            | 22       | -29    | 1           | 0          |
| G. Magni         | 1        | 0       | 0           | 0          | 0            | 0            | 0            | 0            | 1        | 0      | 0           | 0          |
| G. Mandelli      | 9        | 0       | 1           | 0          | 1            | 0            | 1            | 0            | 10       | 0      | 2           | 0          |
| S. Marchesi      | 1        | 0       | 0           | 0          | -            | -            | -            | -            | 1        | 0      | 0           | 0          |
| A. Martani       | 7        | 0       | 0           | 0          | 0            | 0            | 0            | 0            | 7        | 0      | 0           | 0          |
| S. Martella      | -        | -       | -           | -          | -            | -            | -            | -            | -        | -      | -           | -          |
| M. Martinovic    | 13       | 4       | 0           | 0          | -            | -            | -            | -            | 13       | 4      | 0           | 0          |
| G. Pellegrinelli | 18       | 4       | 0           | 0          | 1            | 0            | 0            | 0            | 19       | 4      | 0           | 0          |
| E. Piacezzi      | 17       | 0       | 1           | 0          | 1            | 0            | 0            | 0            | 18       | 0      | 1           | 0          |
| C. Re            | 17       | 0       | 3           | 0          | 1            | 0            | 0            | 0            | 18       | 0      | 3           | 0          |
| G. Rizzon        | 16       | 0       | 3           | 0          | -            | -            | -            | -            | 16       | 0      | 3           | 0          |
| A. Salvi         | -        | -       | -           | -          | 1            | -2           | 0            | 0            | 1        | -2     | 0           | 0          |
| M. Salvi         | 0        | 0       | 0           | 0          | -            | -            | -            | -            | 0        | 0      | 0           | 0          |
| A. Scarpellini   | 20       | 1       | 1           | 1          | 1            | 0            | 0            | 0            | 21       | 1      | 1           | 1          |
| D. Stracchi      | 22       | 4       | 0           | 0          | 1            | 0            | 0            | 0            | 23       | 4      | 0           | 0          |
| M. Verzeletti    | -        | -       | -           | -          | -            | -            | -            | -            | -        | -      | -           | -          |
| N. Vicini        | -        | -       | -           | -          | -            | -            | -            | -            | -        | -      | -           | -          |
| F. Vitale        | 17       | 0       | 1           | 0          | 1            | 0            | 0            | 0            | 18       | 0      | 1           | 0          |
| M. Zanoli        | 6        | 0       | 0           | 0          | 0            | 0            | 0            | 0            | 6        | 0      | 0           | 0          |